# كليفورد روزير
كليفورد روزير (بالإنجليزية: Clifford Rozier)‏ مواليد 31 أكتوبر 1972 في برادنتون، هو لاعب كرة سلة أمريكي معتزل. تم اختياره من قبل فريق غولدن ستايت ووريورز خلال الدرافت. يبلغ طوله 6 قدم 11 بوصة (2.1 م). أحرز خلال مسيرته في الإن بي إيه 827 نقطة بمعدل 4.8 نقاط في المباراة الواحدة.

## المسيرة الاحترافية
لعب مع غولدن ستايت ووريورز من سنة 1994 إلى 1997، ثم لعب مع فالنسيا باسكت في الدوري الإسباني في سنة 1997، ثم لعب مع تورونتو رابتورز في سنة 1997، ثم لعب مع مينيسوتا تمبر ولفز في سنة 1997.

## روابط خارجية
- كليفورد روزير على موقع إن بي أي (الإنجليزية)
- كليفورد روزير على موقع سبورتس رفرنس (الإنجليزية)
- كليفورد روزير على موقع الدوري الإسباني لكرة السلة (الإسبانية)
- كليفورد روزير على موقع كرة السلة الأوروبية.كوم (الإنجليزية)
- كليفورد روزير على موقع كلية كرة السلة في سبورتس رفرنس.كوم (الإنجليزية)
- كليفورد روزير على موقع ريلجم (الإنجليزية)
- كليفورد روزير على موقع بروبوليرز (الإنجليزية)